# Чемпионат Европы по настольному теннису 2014
Чемпионат Европы по настольному теннису 2014 года проходил с 24 по 28 сентября 2014 года в Лиссабоне, столице Португалии, на Мео-арене. В рамках чемпионата были разыграны 2 комплекта медалей в командных разрядах среди мужчин и женщин. Эти соревнования проходили под эгидой Европейской Ассоциации настольного тенниса (ETTU) и являлись также квалификационным турниром для Европейских Игр 2015 года. В ЧЕ-2014 участвовали команды 43-х национальных ассоциаций, которые выставили 43 мужских сборных и 37 женских. При этом 36 стран представлены как мужской, так и женской командами.

## Система проведения ЧЕ-2014
Чемпионат проходил в трех подразделениях, распределение по которым было основано на результатах чемпионата Европы 2013 года. 16 сильнейших команд играли в чемпионском подразделении (англ. Championship Division), в котором определялся чемпион. Следующие по рейтингу 16 команд играли в подразделении претендентов (англ. Challenge Division), где разыгрывалось право на переход в чемпионское подразделение (2 позиции). Остальные команды играли в стандартном подразделении (англ. Standard Division), где разыгрывалось две позиции в подразделении претендентов.
Соревнования проводились в два этапа. Вначале в каждом подразделении проводился групповой этап: в каждом подразделении формировались группы по 4 команды. Второй этап соревнований проводили по прогрессивной системе с выбыванием с определением всех мест за исключением 3-4 места. Занявшие два первых места в группах команды участвовали в розыгрыше 1-8 мест в подразделении, занявшие 3-4 места — в розыгрыше 9-16 мест.
Две последние команды чемпионского подразделения в следующем командном чемпионате Европы будут играть в подразделении претендентов, их место займут финалисты подразделения претендентов. Такой же обмен произойдёт и между подразделением претендентов и стандартным подразделениями

## Основные результаты
Впервые в истории европейских чемпионатов золото завоевала мужская команда Португалии, обыгравшая со счётом 3:1 в финальном матче немецкую команду, за спиной которой череда из побед на шести последних чемпионатах Европы. Одним из факторов успеха португальской команды стала безупречная игра их лидера Маркуша Фрейташа, который провёл стадию плей-офф без поражений и принёс своей команде по два очка во встречах с российской, шведской и немецкой командами. Команда Германии на этом чемпионате столкнулась с серьёзными проблемами с составом. Третий номер немецкой команды Патрик Баум, заявленный для участия в окончательном списке сборной Германии, не смог приехать на чемпионат в связи с похоронами своего отца, погибшего в автокатастрофе. Первый день чемпионата команда Германии провела в минимальном составе (Тимо Болль, Патрик Франциска, Штеффен Менгель), так как основному игроку немецкой команды Дмитрию Овчарову накануне чемпионата была проведена стоматологическая операция, и он задержался с приездом в Лиссабон. Вдобавок к этому на второй день соревнований был серьёзно травмирован Патрик Франциска.
Бронзовые медали чемпионата Европы завоевали мужские команды Швеции и Хорватии, которые проиграли в полуфиналах командам Португалии и Германии, соответственно.
В женских соревнованиях подтвердила свой класс команда Германии, которая отстояла свой прошлогодний чемпионский титул в финальном поединке с командой Австрии, победив со счётом 3:0. Третье место среди европейских женских команд заняли команды Швеции и Польши.

### Медалисты
| Команды | Золото                                                                                  | Серебро                                                                      | Бронза                                                                                         |
| ------- | --------------------------------------------------------------------------------------- | ---------------------------------------------------------------------------- | ---------------------------------------------------------------------------------------------- |
| Мужчины | Португалия · Тьягу Аполония · Диогу Чен · Маркуш Фрейташ · Жуан Жералду · Жуан Монтейру | Германия · Тимо Болль · Патрик Франциска · Штеффен Менгель · Дмитрий Овчаров | Швеция · Харальд Андерссон · Пер Ерелль · Кристиан Карлссон · Йенс Лундквист · Йон Перссон     |
| Мужчины | Португалия · Тьягу Аполония · Диогу Чен · Маркуш Фрейташ · Жуан Жералду · Жуан Монтейру | Германия · Тимо Болль · Патрик Франциска · Штеффен Менгель · Дмитрий Овчаров | Хорватия · Андрей Гачина · Фране Томислав Коич · Томислав Коларек · Томислав Пукар · Тань Жуйу |
| Женщины | Германия · Хань Ин · Ирен Иванчан · Шань Сяона · Петрисса Золья · Сабина Винтер         | Австрия · Ли Цянбин · Лю Цзя · София Полканова · Амели Золья                 | Швеция · Линда Бергстрём · Матильда Экхольм · Ли Фэнь · Даниэла Московиц                       |
| Женщины | Германия · Хань Ин · Ирен Иванчан · Шань Сяона · Петрисса Золья · Сабина Винтер         | Австрия · Ли Цянбин · Лю Цзя · София Полканова · Амели Золья                 | Польша · Катажина Гжибовская · Ли Цянь · Наталья Партыка · Кинга Стефанская                    |

## Результаты российских спортсменов
Мужская команда России сыграла на чемпионате 6 встреч, из которых проиграла только одну — в четвертьфинале россияне потерпели поражение от команды Португалии со счётом 1:3. Однако этот единственный проигрыш не позволил российской команде бороться за медали, оставив возможность играть только за 5-8 места. В итоге мужская команда России заняла 5-е место. За сборную на европейском чемпионате 2014 года играли бронзовые медалисты предыдущего чемпионата Европы Александр Шибаев (текущий рейтинг ITTF 44), Кирилл Скачков (ITTF 63), Алексей Ливенцов (ITTF 85), Григорий Власов (ITTF 99), а также Михаил Пайков (ITTF 114), который заменил в прошлогоднем «бронзовом» составе Алексея Смирнова (ITTF 67). Старший тренер мужской сборной А. Н. Петкевич в кратком комментарии оценил итоги выступления сборной следующим образом:

В целом, если подводить итог нашего выступления на чемпионате Европы, можно сказать так: игрой спортсменов доволен, результатом — нет.

Женская команда России, бронзовый призёр чемпионата Европы-2013, на чемпионате-2014 заняла 11-е место, сыграв 6 матчей, из которых проиграла в двух. По результатам группового этапа российской команде не удалось отобраться в финальную часть чемпионата, в которой разыгрывались 1-8 места. Игравшие в одной группе команды Нидерландов, Венгрии и России набрали равное количество очков и побед, поэтому судьям пришлось считать дополнительные показатели (сеты), что оставило за бортом финальной восьмёрки именно сборную России. При розыгрыше 9-16 мест женская команда России вначале убедительно переиграла команду Испании со счётом 3:0, затем неожиданно проиграла со счётом 1:3 команде Франции, за которую выступали спортсменки с более низкими рейтинговыми показателями. Завершила чемпионат команда России победой со счётом 3:0 над португальской командой. Россия в командном чемпионате 2014 года была представлена следующим составом: Полина Михайлова (ITTF 62), Яна Носкова (ITTF 88), Мария Долгих (ITTF 93), Елена Трошнева (ITTF 121) и Ольга Баранова (ITTF 177).
Заслушав на своём заседании отчёты об итогах выступления старших тренеров национальных сборных команд России А. Н. Петкевича и Т. Г. Петкевич, Исполком Федерации настольного тенниса России признал результаты выступления на чемпионате Европы 2014 года мужской сборной удовлетворительными, а женской — неудовлетворительными.

## Итоговое положение команд. Квалификация на первые Европейские игры 2015
По результатам чемпионата 15 команд квалифицировались на первые Европейские игры в Баку 2015 года. В их число попали первые 14 команд чемпионского подразделения и победитель подразделения претендентов, кроме них в Играх будет участвовать команда хозяев Европейских Игр — команда Азербайджана.
Последние две команды чемпионского подразделения переходят в подразделение претендентов, их место занимают финалисты подразделения претендентов. Такой же обмен производится и между подразделением претендентов и стандартным подразделением.

### Мужчины
| Чемпионское подразделение |
| ------------------------- |
| Португалия                |
| Германия                  |
| Хорватия                  |
| Швеция                    |
| 5. Россия                 |
| 6. Беларусь               |
| 7. Франция                |
| 8. Испания                |
| 9. Польша                 |
| 10. Венгрия               |
| 11. Австрия               |
| 12. Греция                |
| 13. Чехия                 |
| 14. Румыния               |
| 15. Словакия              |
| 16. Италия                |

| Подразделение претендентов |
| -------------------------- |
| 17. Украина                |
| 18. Сербия                 |
| 19. Дания                  |
| 20. Бельгия                |
| 21. Словения               |
| 22. Швейцария              |
| 23. Англия                 |
| 24. Турция                 |
| 25. Болгария               |
| 26. Латвия                 |
| 27. Норвегия               |
| 28. Люксембург             |
| 29. Финляндия              |
| 30. Литва                  |
| 31. Эстония                |
| 32. Ирландия               |

| Стандартное подразделение |
| ------------------------- |
| 33. Израиль               |
| 34. Уэльс                 |
| 35. Шотландия             |
| 36. Нидерланды            |
| 37. Кипр                  |
| 38. Черногория            |
| 39. Азербайджан           |
| 40. Мальта                |
| 41. Сан-Марино            |
| 42. Джерси                |
| 43. Исландия              |

### Женщины
| Чемпионское подразделение |
| ------------------------- |
| Германия                  |
| Австрия                   |
| Польша                    |
| Швеция                    |
| 5. Венгрия                |
| 6. Нидерланды             |
| 7. Румыния                |
| 8. Беларусь               |
| 9. Чехия                  |
| 10. Франция               |
| 11. Россия                |
| 12. Португалия            |
| 13. Люксембург            |
| 14. Украина               |
| 15. Турция                |
| 16. Испания               |

| Подразделение претендентов |
| -------------------------- |
| 17. Сербия                 |
| 18. Словакия               |
| 19. Хорватия               |
| 20. Греция                 |
| 21. Англия                 |
| 22. Словения               |
| 23. Болгария               |
| 24. Литва                  |
| 25. Италия                 |
| 26. Уэльс                  |
| 27. Швейцария              |
| 28. Дания                  |
| 29. Норвегия               |
| 30. Азербайджан            |
| 31. Шотландия              |
| 32. Финляндия              |

| Стандартное подразделение |
| ------------------------- |
| 33. Бельгия               |
| 34. Израиль               |
| 35. Черногория            |
| 36. Косово                |
| 37. Мальта                |

## ЧЕ-2014 в цифрах
В ЧЕ-2014 участвовало 80 команд, было сыграно 239 командных матчей и 886 индивидуальных встреч, всего было разыграно 60691 очков.
Больше всего игр на чемпионате провели Бенедек Ола из финской команды и Келли Сибли из команды Англии, которые сыграли по 11 встреч.
Женская команда Сербии оказалась единственной командой, которая выиграла все свои матчи со счётом 3:0.
Самый молодой игрок ЧЕ-2014 — Филип Радович из Черногории, которому исполнилось 14 лет и два месяца.
Самый возрастной участник чемпионата — Хэ Чживэнь, представлявший Испанию, и которому исполнилось 52 года и 4 месяца.